# Malin Falkenmark
Malin Fredrika Sofia Sundberg-Falkenmark, född 21 november 1925 i Stockholm, död 3 december 2023, var en svensk hydrolog. Hon var dotter till Halvar Sundberg.
Falkenmark blev filosofie magister 1950 och filosofie licentiat 1963. Hon blev hydrolog vid SMHI 1953, statshydrolog 1957, förste statshydrolog 1964, blev byrådirektör och föreståndare för hydrofysikaliska avdelningen 1964 och avdelningsdirektör 1971. Hon var kommittésekreterare i Naturvetenskapliga forskningsrådet (NFR) 1976, expert i jordbruksdepartementet 1975–1980 och blev professor i tillämpad internationell hydrologi vid NFR 1986. 
Falkenmark var ledamot av miljövårdsberedningen 1973–1982, av Naturvårdsverkets forskningsnämnd 1974–1977, av miljödatanämnden 1974, av nationalkommittén för vattenvårdsforskning 1975, Rapporteur General vid Förenta Nationernas vattenkonferens 1977, expert i vattenplaneringsutredningen 1977, i naturresurs- och miljökommittén 1978, i temarådet vid Linköpings universitet 1980, Byggforskningsrådets vetenskapliga nämnd 1983, vice president i International Water Resources Association 1985. 
Från 1991 arbetade Malin Falkenmark åt Stockholm International Water Institute SIWI. Där välkomnade hon till Stockholm Water Symposium på stadshuset, ett evenemang som skulle SIWI's World Water Week. Hon skrev populärvetenskapliga verk inom hydrologi - mest känd teorin om blå-grön vatten. År 2019 initierade hon ihop med Prof. Johan Rockström ett program att främja regnvattenbaserat landbruk i Afrika (transforming investments in rainfed agriculture in Africa -TIARA).
Hon blev filosofie hedersdoktor i Linköping 1975 och tilldelades KTH:s stora pris 1995.
Falkenmark var till 2018 fortfarande anställd som forskare på deltid på Stockholms universitet. Hon invaldes 2019 som hedersledamot av Skogs- och Lantbruksakademien.

## Utmärkelser
- H. M. Konungens medalj i guld av 12:e storleken i Serafimerordens band (Kon:sGM12mserafb, 2022) för förtjänstfulla insatser inom vatten- och miljöforskning [12]